# Валентин из Бржозова

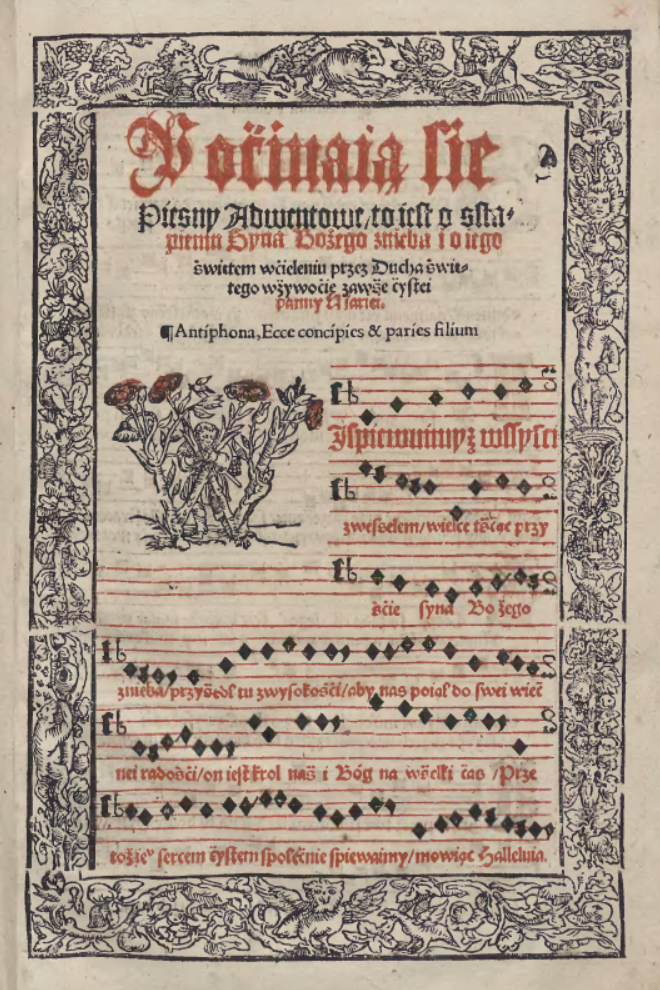
«Cantional или Книга Хвалы Божества». 1554

Валентин (Валентий) из Бржозова (пол. Walenty z Brzozów; ? — около 1570) — гуситский священник, поэт, композитор XVI века.
О его жизни историкам известно мало. Родился в небольшом польском городке Бржозов, недалеко от Перемышля.
Был известен тем, что писал стихи и сочинял музыку. По мнению одних биографов, он был поляком, по мнению других, чехом, практиковавшимся в польском языке. Валентин был наиболее известен своим переводом «Cantional или Книга Хвалы Божества» Яна Роха, хотя его польский язык содержит много чехизмов, синтаксических ошибок и интонаций.
Будучи недовольным католическими песнопениями, переделал на польский язык чешский канционал и издал его в Кёнигсберге в 1554 году под заглавием «Kancionał albo księgi chwał Boskich»; повторно этот канционал был издан в Кракове в 1569 году.